# Сухолинская-Местечкина, Людмила Марковна
Людмила Марковна Сухолинская-Местечкина  (27 августа 1929 года, Москва — 14 ноября 2017 года, Москва) — советская российская актриса. Заслуженная артистка РСФСР (1969).

## Биография
Родилась 27 августа 1929 года в Москве, в семье циркового режиссёра, Народного артиста РСФСР Марка Местечкина. В 1952 году окончила школу-студию Московского художественного академического театра, по курсу педагога И. М. Раевского.
Играла в Московском художественном академическом театре. Была актрисой киностудии «Мосфильм».
Умерла 15 ноября 2017 года в Москве.

## Театр
- 1960 — Лиса и виноград (спектакль, по Гильермо Фигейредо)[2]
- 1976 — Мария Стюарт (спектакль, по Шиллеру) — Мария Стюарт[3]
- Тартюф (спектакль, по Мольеру) — Пернель[4]

## Фильмография
- 1963 — Теперь пусть уходит (фильм) — Пенелопа

## Радио
Гильерме Фигейредо — Радиоспектакль «Лиса и Виноград» (Василий Топорков, Борис Петкер, Анна Андреева, Людмила Сухолинская, Михаил Зимин, 1960).

## Телевидение
Ведущая «Голубого огонька» 1962 года.

## Награды
- Заслуженная артистка РСФСР (1969)[4].